# Armanī Bolāghī
Armanī Bolāghī (persiska: اَرمَنی بُلاغی, اَرمَن بُلاغی) är en ort i Iran.   Den ligger i provinsen Västazarbaijan, i den nordvästra delen av landet, 500 km väster om huvudstaden Teheran. Armanī Bolāghī ligger 1 339 meter över havet och antalet invånare är 388.
Terrängen runt Armanī Bolāghī är varierad.Runt Armanī Bolāghī är det ganska tätbefolkat, med 155 invånare per kvadratkilometer. Närmaste större samhälle är Sīmmīneh, 10,6 km sydväst om Armanī Bolāghī. Trakten runt Armanī Bolāghī består i huvudsak av gräsmarker.